# Jean-Baptiste Pelt
Pour les articles homonymes, voir Pelt.
Jean-Baptiste Pelt, né le 6 avril 1863 à Bousse (Moselle) et mort à Metz le 10 septembre 1937 , consacré évêque le 29 septembre 1919 par le cardinal Amette, est le 102e évêque de Metz de 1919 à 1937.

## Biographie
Âgé de 8 ans lors de l'annexion de la Moselle à l'Empire allemand, il est le premier évêque de Metz français, après le retour à la France de l'Alsace-Lorraine après la Première Guerre mondiale. Il succède donc à Willibrord Benzler, contraint de démissionner en 1919 et qui l'avait choisi comme vicaire général.
Jean-Baptiste Pelt entre à quinze ans au petit séminaire de Montigny-lès-Metz. Il étudie la théologie au séminaire Saint-Sulpice et le droit canonique à Rome. Il est ordonné prêtre à Rome à l'âge de vingt-trois ans. Il est nommé vicaire à la paroisse Saint-Martin de Metz, le 8 octobre 1887, puis professeur au grand séminaire de Metz. Il en devient ensuite le supérieur. Ses qualités intellectuelles le font remarquer par Willibrord Benzler, évêque de Metz.
Auteur de nombreux textes et ouvrages théologiques ou sur la cathédrale de Metz, il est le grand-oncle du scientifique Jean-Marie Pelt.
Il eut pour successeur Joseph-Jean Heintz.

## Publications
- La Cathédrale de Metz, 1934, Metz.
- Jean-Baptiste Pelt, Éphémérides de la cathédrale de Metz (Ve – XVe siècles), Imprimerie du journal Le Lorrain, 1934 [détail de l’édition]
- Jean-Baptiste Pelt, La Cathédrale de Metz, Imprimerie du journal Le Lorrain, 1937 [détail de l’édition]